# دينيسي مارتن
دينيسي مارتن (بالإنجليزية: Dean Paul Martin)‏ (و. 1951 – 1987 م) هو ممثل، وضابط، ومغني، وممثل تلفزيوني، من الولايات المتحدة الأمريكية، ولد في سانتا مونيكا، كاليفورنيا، توفي عن عمر يناهز 36 عاماً.

## الخدمة العسكرية
خدم في القوات الجوية الأمريكية.

## وصلات خارجية
- دينيسي مارتن على موقع رابطة محترفي التنس (الإنجليزية)
- دينيسي مارتن على موقع الاتحاد الدولي لكرة المضرب (الإنجليزية)
- دينيسي مارتن على موقع IMDb (الإنجليزية)
- دينيسي مارتن على موقع ميوزك برينز (الإنجليزية)
- دينيسي مارتن على موقع أول موفي (الإنجليزية)
- دينيسي مارتن على موقع إن إن دي بي (الإنجليزية)
- دينيسي مارتن على موقع ديسكوغز (الإنجليزية)
- دينيسي مارتن على موقع قاعدة بيانات الفيلم (الإنجليزية)